# Physoschistura pseudobrunneana
Physoschistura pseudobrunneana är en fiskart som beskrevs av Kottelat, 1990. Physoschistura pseudobrunneana ingår i släktet Physoschistura och familjen grönlingsfiskar. IUCN kategoriserar arten globalt som livskraftig. Inga underarter finns listade i Catalogue of Life.